# مسألة تكاملية
تُعد المسألة التكاملية أحد أنواع مسائل التحسين الرياضي. وهي مشكلة تحسين (تخفيض أو زيادة) وظيفة اثنين من المتغيرات المتجهة وفقًا لشروط معينة (القيود) والتي تشتمل على: وجوب مساواة الجداء الضمني للمتغيرين للقيمة صفر، أي أن <X وY> = 0.[1] لا سيما بالنسبة للفضاءات المتجهة الفعلية محددة الأبعاد، وهذا يعني أنه، إذا كان أحدها لديه المتجهين X وY مع مكونات غير سالبة (xi ≥ ;0 وyi ≥ 0 لجميع i: في ربع الدائرة الأول إذا كان ثنائي الأبعاد وفي ثمن الدائرة الأول إذا كان ثلاثي الأبعاد)، ثم لكل زوجين من المكونات xi وyi فيجب أن يكون واحد من الزوج مساويًا للصفر، ومن هنا جاءت التسمية بـ التكاملية. على سبيل المثال X = (1, 0) وY = (0, 2) قيمتان تكامليتان، ولكن X = (1, 1) وY = (2, 0) ليستا قيمتين تكامليتين. تُعد المسألة التكاملية حالة خاصة من التباين المتفاوت.

## معلومات تاريخية
دُرست المسائل التكاملية بالأساس لأن شروط كاروش-كوهن-تاكر في البرمجة الخطية والبرمجة التربيعية تشكل المسألة التكاملية الخطية أو المسألة التكاملية المختلطة. وفي عام 1963، أثبت ليمكه وهوسون في اثنين من الألعاب الشخصية، أن حساب نقطة توازن ناش يساوي المشكلة التكاملية الخطية. وفي عام 1968 وحد كلا من كوتل ودانتزغ البرمجة الخطية والتربيعية وألعاب بايماتريكس. ومنذ ذلك الحين توسعت دراسة المسائل التكاملية والتباين المتفاوت بصورة هائلة.
تشتمل مجالات الرياضيات والعلوم التي ساهمت في تطوير نظرية التكامل على: التحسين ومسائل التوازن ونظرية التباين المتفاوت ومبرهنة النقطة الثابتة ونظرية المرحلة الطوبولوجية والتحليل اللاخطّي.

## كتابات أخرى
- Richard W. Cottle, Jong-Shi Pang, Richard E. Stone (1992). The Linear Complementarity Problem. Academic Press. ISBN:978-0-12-192350-1.{{استشهاد بكتاب}}:  صيانة الاستشهاد: أسماء متعددة: قائمة المؤلفين (link)
- George Isac (1992). Complementarity Problems. Springer. ISBN:978-3-540-56251-1.
- George Isac (2000). Topological Methods in Complementarity Theory. Springer. ISBN:978-0-7923-6274-6.
- Francisco Facchinei, Jong-Shi Pang (2003). Finite-Dimensional Variational Inequalities and Complementarity Problems: v.1 and v.2. Springer. ISBN:978-0-387-95580-3.
- Murty، K. G. (1988). Linear complementarity, linear and nonlinear programming. Sigma Series in Applied Mathematics. Berlin: Heldermann Verlag. ج. 3. ص. xlviii+629 pp. ISBN:3-88538-403-5. MR:0949214. مؤرشف من الأصل في 2016-03-03.

### Collections
- Richard Cottle, F. Giannessi, Jacques Louis Lions، المحرر (1980). Variational Inequalities and Complementarity Problems: Theory and Applications. John Wiley & Sons. ISBN:978-0-471-27610-4.{{استشهاد بكتاب}}:  صيانة الاستشهاد: أسماء متعددة: قائمة المحررين (link)
- Michael C. Ferris, Jong-Shi Pang، المحرر (1997). Complementarity and Variational Problems: State of the Art. SIAM. ISBN:978-0-89871-391-6.

## وصلات خارجية
- CPNET:Complementarity Problem Net